# Margaret Pearse
Ne doit pas être confondu avec Margaret Mary Pearse.
Margaret Pearse, née Brady le 12 février 1857 et morte le 22 avril 1932, est une femme politique irlandaise. Elle est la mère de Patrick et Willie Pearse, tous deux exécutés après l'Insurrection de Pâques de 1916. Elle est ensuite élue au Dáil Éireann ainsi que de Margaret Mary Pearse.

## Jeunesse
Margaret Brady est née le 12 février 1857 à Dublin et est baptisée dans la paroisse de St. Lawrence O'Toole. À cette époque, ses parents habitent au 1, rue Clarence. Son père est Patrick Brady, un marchand de charbon, dont la famille est originaire du comté de Meath et sa mère est Brigid Brady (née Savage) de Oldtown, comté de Dublin,. Margaret a trois frères et sœurs connus et est éduquée par les Sœurs de Saint Vincent de Paul. Elle est employée comme vendeuse de papeterie où elle rencontre son futur mari, James Pearse.

## Mariage et enfants

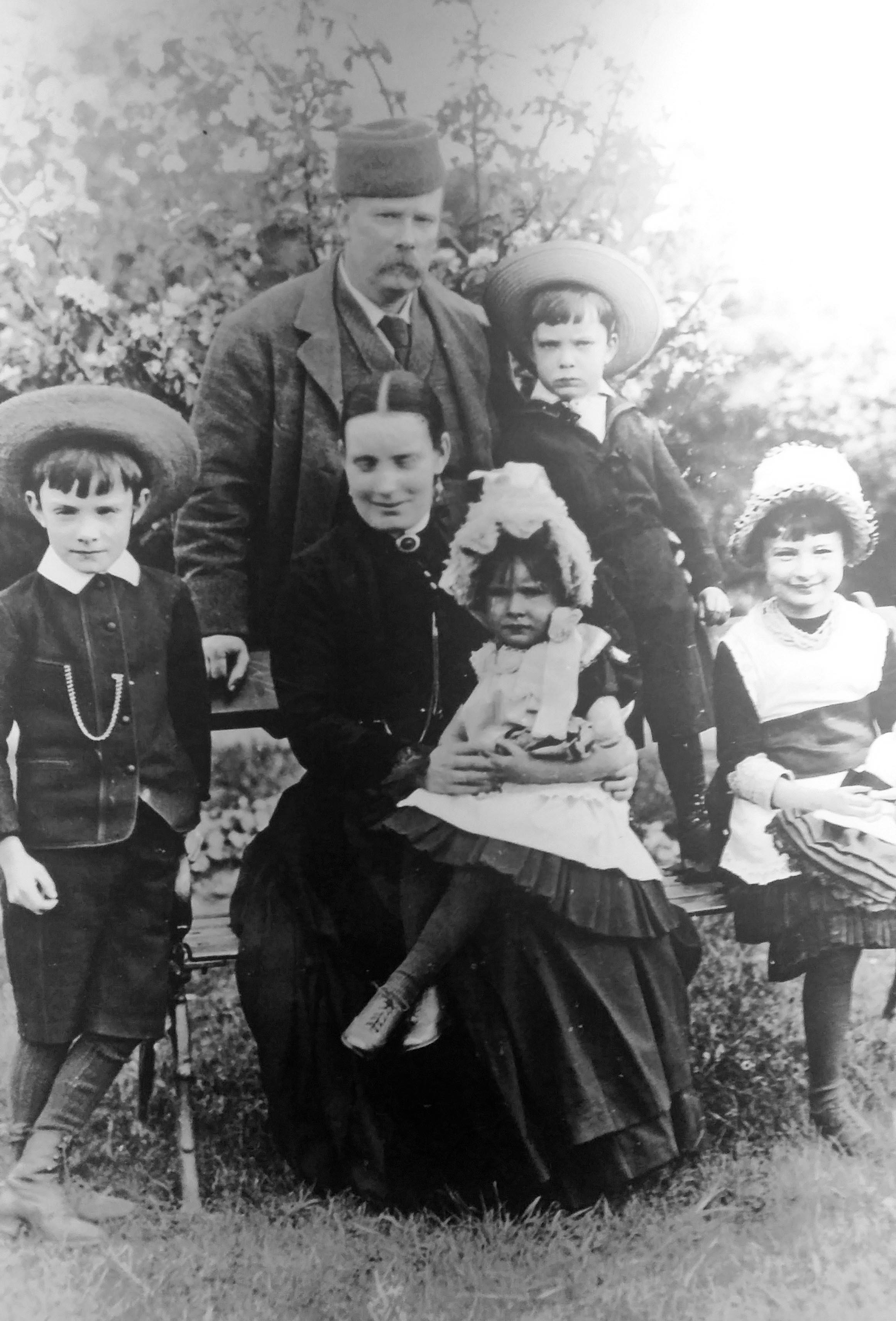
Famille Pearse vers 1887. William se tient à côté de son père, Mary Brigit est assise sur les genoux de sa mère, tandis que Margaret est assise à leur gauche. Patrick est debout par terre.

En 1877, elle épouse James Pearse (son deuxième mariage) à l'église Sainte-Agathe, au large du North Strand (en). James est né à Bloomsbury, Middlesex, le 8 décembre 1839, et a vécu plus tard à Birmingham. Il est venu en Irlande pour travailler comme sculpteur à la fin des années 1850 avec sa première épouse, Emily Susanna Fox, décédée en 1876.
Margaret et James ont quatre enfants ensemble. Les trois premiers enfants sont Margaret Mary née le 4 août 1878, Patrick né le 10 novembre 1879 et William né le 15 novembre 1881. Les trois enfants naissent alors que la famille vit au 27, rue Great Brunswick. Leur plus jeune enfant, Mary Brigid, est née le 29 septembre 1888, date à laquelle la famille a déménagé à Newbridge Avenue, Sandymount. La tante de Margaret, Margaret Brady, de langue irlandaise, visite fréquemment la maison familiale et encourage l'intérêt des enfants pour la langue et la culture irlandaises. Son mari James Pearse décède en 1900. Margaret Pearse ne permet pas à ses enfants de jouer avec d'autres enfants, mais elle les soutient dans toutes leurs aspirations. Elle a une relation très forte et un effet conséquent sur son fils aîné, Patrick. Elle assume la responsabilité de femme de ménage à l'école de St. Enda.

## Carrière politique
Margaret soutient les convictions politiques de ses fils. Après leur exécution, elle souhaite préserver leur héritage et s'implique dans la vie politique. Elle rejoint le Sinn Féin après l'Insurrection et apporte son soutien et son soutien aux candidats lors des élections de Westminster de 1918. Lors des élections de 1920 pour la loi sur les pauvres dans la région de Rathmines à Dublin, Margaret se présente comme candidate du Sinn Féin et est élue au premier décompte. Elle est élue au Dáil Éireann en tant que Sinn Féin Teachta Dála (TD) pour la circonscription du comté de Dublin aux élections de 1921.
À la suite de la ratification du traité anglo-irlandais, elle quitte le Dáil avec les autres députés anti-traité. Elle est défaite aux élections générales de 1922. Elle soutient ceux qui s'opposent au traité pendant la guerre civile irlandaise et continue à être membre du Sinn Féin jusqu'en 1926. En 1926, elle quitte la conférence du parti avec Éamon de Valera et devient membre fondateur du Fianna Fáil. Elle ne s'est plus jamais présentée aux élections.
Sa fille Margaret Mary Pearse rejoint également le Fianna Fáil et est TD de 1933 à 1937, puis sert au Seanad Éireann en tant que sénatrice de 1938 jusqu'à sa mort en 1968.

## Fin de vie et héritage

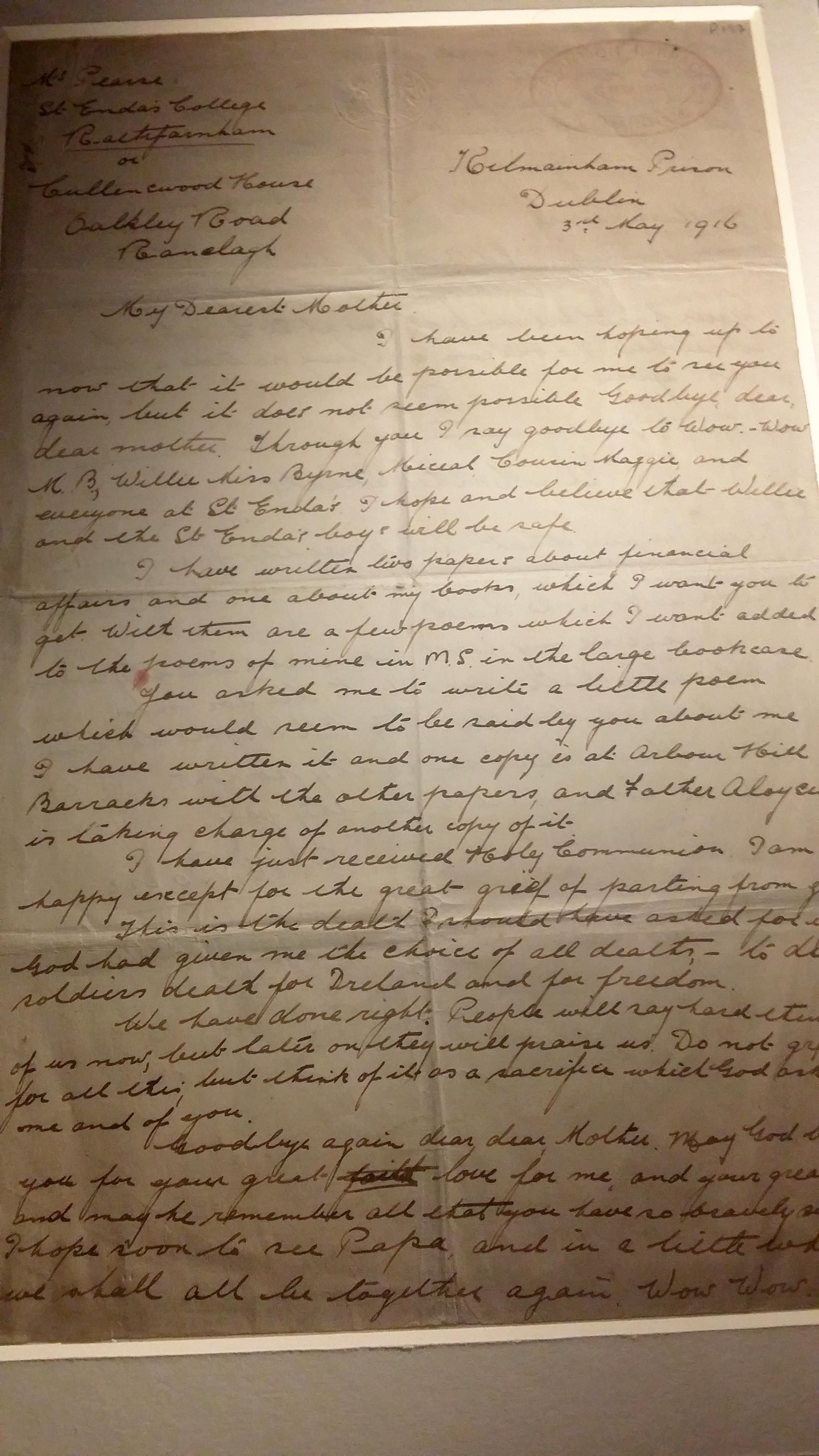
Dernière lettre de Patrick Pearse à sa mère. Écrit le 3 mai 1916 depuis la prison de Kilmainham.

Patrick Pearse fonde St. Enda's en 1908 et en est le directeur jusqu'au moment de son exécution. Après la mort de Patrick, la responsabilité de diriger l'école incombe à Margaret Pearse et à ses deux filles, Mary Margaret et Mary Brigid Pearse. Comme Patrick Pearse est décédé sans testament, l'école se retrouve dans une situation financière précaire. En mai 1924, alors que Margaret Pearse a 70 ans, elle entreprend un voyage en Amérique pour collecter des fonds pour l'école, tout en manifestant son soutien à Éamon de Valera et à la république d'Irlande. Lors d'un événement à Brooklyn le 19 mai 1924, faisant référence à l'exécution de ses deux fils, Margaret se déclare la « mère la plus fière d'Irlande ». Elle déclare également que Michael Collins a tenté de la « soudoyer » en lui proposant de subventionner l'école, ce qu'elle a refusé. Lors d'une réunion à Seattle le 11 août 1924, elle discute à nouveau de ses fils et de la façon dont elle pense que « la meilleure façon d'honorer leur mémoire est de poursuivre leur travail pour l'Irlande ». Margaret récolte plus de 10 000 $ en dons pour l'école pendant le voyage. Malgré les activités de collecte de fonds de Margaret, St. Enda continue à décliner et ferme finalement ses portes en 1935. Great Brunswick Street, où Margaret et la famille Pearse vivaient à l'origine, est rebaptisée Pearse Street en 1920 par une résolution adoptée lors de la réunion du conseil municipal de Dublin.

## Mort
Margaret Pearse décède en 1932. Elle est honorée par des funérailles nationales et une motion est adoptée lors de la réunion du conseil municipal de Dublin exprimant sa sympathie pour la famille Pearse. Le 26 avril 1932, des foules importantes lui rendent hommage tandis que son cortège funèbre parcoure les rues de Dublin. Au bureau de poste général, où Patrick et William se sont battus pendant l'insurrection de Pâques, le cortège funèbre s'arrête pour une minute de silence avant de se rendre au cimetière de Glasnevin. Éamon de Valera prononce un discours lors de sa mise en terre, qui loue son courage, sa charité et sa gaieté inspirants au cours des années qui ont suivi la mort de son fils.
Après la mort de Margaret, sa fille, Mary Margaret, continue à résider à St. Enda. À la mort de Mary Margaret en 1968, à la demande de sa mère, elle transmet la maison au peuple irlandais.